# 颜美人
颜美人（?—?），中国南北朝南朝宋文帝刘义隆的妃嫔，被封为美人。
颜美人在南朝宋元嘉二十三年（446年）生刘义隆第十六子刘休倩。宋文帝驾崩后为太妃。孝建元年（454年）刘休倩去世。宋孝武帝把第二十七子东平王刘子嗣过继给刘休倩。颜美人性理严酷，宋明帝泰始二年（466年），刘子嗣生母景宁园谢昭容上表认为颜美人不能好好抚养刘子嗣，请求取消过继，复还本宗。宋明帝准许。但是同年将刘子嗣赐死，时年四岁。